# محطة قطار مزلوق
محطة مزلوق هي محطة قطار جزائرية سابقة تقع في إقليم بلدية مزلوق بولاية سطيف.

## الموقع
تقع المحطة شمال شرق مدينة مزلوق على خط الجزائر-سكيكدة حيث تسبقها محطة حمام أولاد يلس وتتبعها محطة سطيف.

## خدمة الركاب

### الخدمة
في عام 2023، لم تعد تُخدم المحطة بواسطة قطارات شركة النقل بالسكك الحديدية الوطنية.

## روابط خارجية
- "SNTF". Société nationale des transports ferroviaires (SNTF). مؤرشف من الأصل في 2025-06-02..